# Mazama tienhoveni
La corzuela pálida o corzuela de van Tienhoven, localmente llamada “veado branco” (Mazama tienhoveni) es una de las especies que integran el género Mazama, de la familia de los ciervos. Se distribuye en el centro-norte de América del Sur.

## Taxonomía
Mazama tienhoveni fue descrita originalmente en el año 2015 por el zoólogo neerlandés -nacionalizado brasileño- Marcus Gerardus Maria (Marc) van Roosmalen y por Pirn van Hooft.
Holotipo
El holotipo designado es el catalogado como: MR204; consta de una cabeza completa con la mandíbula -en parte dañada- (aún con restos de carne al momento de ser colectada), correspondiente a una hembra adulta, colectada el 12 de mayo de 2006, ultimada para servir de alimento por un cazador indígena de la etnia de los tucunarés. El tipo fue depositado como INPA4273 en la Colección de mastozoología del Instituto Nacional de Investigaciones de la Amazonía en Manaus, capital del estado de Amazonas.
También se examinaron otros materiales que estaban en posesión de cazadores de aldeas Tucunaré a lo largo del bajo río Aripuanã, como dos pieles y una columna de un espécimen macho adulto, los que se obtuvieron de parte de ellos en el transcurso del año 2006. La aldea de Tucunaré está situada a lo largo del río Paraná do Santa María, un acceso directo desde la comunidad de Santa María a la de Tucunaré, a lo largo de la margen izquierda del río Aripuanã medio.
Localidad tipo
La localidad tipo referida es: “margen izquierda del río Aripuanã medio (05°45′S 60°15′W), en el estado de Amazonas, Brasil”.
Etimología
Etimológicamente, el término específico es un epónimo que refiere al apellido de la persona a quien fue dedicada, el abogado holandés y naturalista Pieter Gerbrand van Tienhoven (1875-1953), cofundador de la principal organización conservacionista de los Países Bajos (Natuurmonumenten) y uno de los padres fundadores de la organización internacional dedicada a la conservación de los recursos naturales Unión Internacional para la Conservación de la Naturaleza (IUCN).

## Características
Según los cazadores locales, su peso corporal va desde los 20 a los 25 kg. La longitud del cráneo es de 185 mm; la longitud de la mandíbula es de 145 mm; la longitud de la diastema del cráneo es de 53 mm; la longitud del cóndilobasal es de 167 mm; la longitud del palatino es de 114 mm; la longitud de los nasales es de 55 mm; la constricción interorbital es de 41 mm, el ancho cigomático (a través de los arcos cigomáticos) es de 80 mm; la amplitud de la caja craneana es de 55 mm. Fórmula dental: I 0/3, C (1) / 1, P3 / 3, M 3/3.
El tamaño (longitud cabeza más cuerpo y el peso) de Mazama tienhoveni sería intermedio entre el de M. americana (1120-1135 mm y entre 25y 40 kg) y el de M. nemorivaga (760-1015 mm y menos de 15 kg).
Patrón cromático
Mazama tienhoveni presenta la mayor parte del pelaje de su cuerpo de un color general marrón claro, el que pasa hacia casi blanco en los laterales y lo ventral. Es distinguible de M. americana por presentar esta última las partes dorsales de color marrón rojizo, pasando ventralmente hacia un color más óxido; de M. nemorivaga se diferencia por ser dorsalmente amarillento opaco o pálido o marrón grisáceo a marrón castaño, pasando ventralmente hacia el amarillento o blanquecino. Los machos de esta última poseen una clara cresta de pelos en la frente, la cual no está presente en los de M. tienhoveni.

## Distribución y hábitat
Esta especie se distribuye en la cuenca amazónica, en Brasil, siendo posiblemente endémica del sector inferior y medio de la cuenca del río Aripuanã, ya que la misma fue observada a lo largo de ambas orillas de dicho río, aunque bien podría tener una mayor distribución en buena parte del interfluvio delineado por el río Madeira en el oeste, el río Tapajós- Juruena en el este, el río Amazonas en el norte y el río Guaporé en el sur, sin embargo el territorio potencial sería senciblemente menor ya que parece requerir hábitats de selva de tierra firme, por lo que se descartaría la región septentrional del interfluvio de los ríos Madeira/Tapajós, al predominar allí las sabanas abiertas y extensas llanuras de inundación.
El hábitat característico es la selva tropical amazónica de tierra firme, donde vive solo o en parejas. Este ciervo es simpátrico con otras dos especies del género Mazama, la corzuela colorada M. americana (más frecuente en áreas perturbadas, borde de hábitats secundarios y en áreas abiertas) y la corzuela gris o amazónica M. nemorivaga, esta última (localmente mucho más rara) fue elevada a especie plena en el año 2000, cuando se demostró que es en realidad una especie válida, luego de ser considerada largo tiempo una subespecie de Mazama gouazoubira.

## Conservación
Es cazada por las etnias indígenas con las que convive, al igual que ocurre con otros mamíferos medianos o grandes; sin embargo, las mayores amenazas a su conservación se relacionan con la deforestación.   
Teniendo en cuenta el grado de intervención antrópica que está afectando a gran parte de la cuenca del río Aripuanã donde este cérvido se distribuye y debido a su distribución limitada, el autor consideró que la organización internacional dedicada a la conservación de los recursos naturales Unión Internacional para la Conservación de la Naturaleza (IUCN), debería clasificarla como una especie altamente “en peligro de extinción” en su obra: Lista Roja de Especies Amenazadas.